# Риверз, Джоан
Джоан Риверз (англ. Joan Rivers, урождённая Джоан Александра Молински (англ. Joan Alexandra Molinsky), в замужестве Розенберг; 8 июня 1933[…], Бруклин, Нью-Йорк или Нью-Йорк, Нью-Йорк — 4 сентября 2014[…], Манхэттен, Нью-Йорк) — американская комедийная актриса, стендап-комик, телеведущая, сценарист и продюсер, обладательница премий «Эмми» и «Грэмми». Известна своими многочисленными выступлениями в различных телешоу, а также колкими комментариями о звёздах американского шоу-бизнеса.

## Биография

### Юные годы
Джоан Александра Молински родилась в нью-йоркском Бруклине 8 июня 1933 года в семье еврейских иммигрантов из России. Её мать, Беатрис Грушман (6 января 1906 — октябрь 1975), родилась в Российской империи в состоятельной семье, но после революции они были вынуждены покинуть родину и обосноваться в США. Там им приходилось тяжело, еле сводя концы с концами, и в итоге дед Риверз вернулся обратно в Россию, где умер от голода в Петрограде. Отец, Меер Хаим Молинский (первоначально Малиновский; 7 декабря 1900 — 22 января 1985), родился в Одессе в бедной семье. Его родители в поисках новой жизни покинули родину и в 1910 году переехали в Америку, где он уже и познакомился со своей будущей супругой. Помимо Риверз в семье был ещё один ребёнок — её старшая сестра Барбара Кушман Вакслер (20 сентября 1930 — 3 июня 2013), ставшая адвокатом.
Детство Риверз прошло в деревне Ларчмонт в штате Нью-Йорк, где её отец занимался врачебной практикой. В начале 1950-х Джоан Риверз обучалась в Коннектикутском колледже, а в 1954 году получила степень бакалавра искусств по английской литературе и антропологии в Барнард-колледже. Перед началом карьеры в шоу-бизнесе она успела поработать в различных сферах деятельности: была гидом в Рокфеллеровском центре, корректором в рекламном агентстве и консультантом в модном магазине женской одежды. В 1955 году Риверз вышла замуж за богатого еврейского бизнесмена Джеймса Сангера, брак с которым был крайне несчастливым для неё. Спустя полгода ей удалось его аннулировать, сославшись на то, что супруг не хотел детей и не сообщил ей об этом до свадьбы.

### Карьера
Актёрская карьера Риверз началась в конце 1950-х на театральных подмостках Нью-Йорка с роли лесбиянки в пьесе «Сплавной лес», где она играла с тогда ещё неизвестной Барброй Стрейзанд. В то же время она выступала в различных ночных клубах и кафе Гринвич-Виллидж, такими как The Bitter End и The Gaslight Cafe, со скетчами и комедийными номерами.
В феврале 1965 года Риверз впервые появилась на телевидении в популярном шоу Джонни Карсона «Сегодня вечером». Благодаря ему она стала известна телезрителям, и в последующие два десятилетия Риверз ещё неоднократно была гостьей у Карсона. В последующие годы она появилась во многих телешоу, среди которых «Девушки разговаривают», «Персона» и «Шоу Эда Салливана». В 1968 году Риверз впервые появилась на большом экране в драме Фрэнка Перри «Пловец» с Бертом Ланкастером в главной роли. В том же году стартовал её собственный телевизионный проект — «Шоу Джоан Риверз», выходившее на экраны один год.
В 1970-е годы Риверз была постоянным гостем во многих комедийных и варьете-шоу, таких как «Шоу Кэрол Бёрнетт» и «Голливуд-сквер». В те же годы она часто выступала в Лас-Вегас-Стрип на разогреве перед концертами многих исполнителей, среди которых Хелен Редди, Роберт Гуле, Мак Дэвис и Серджо Франки. В 1978 году Риверз выступила сценаристом и режиссёром комедии «Кроличий тест», куда на главную роль пригласила своего друга Билли Кристала. В 1980-е годы она продолжала свои стендап выступления как на телевидении, так и на концертных площадках, став, в частности, первой женщиной-комиком, выступившей на сцене Карнеги-холл. В 1984 году в свет вышла её юмористическая книга мемуаров The Life and Hard Times of Heidi Abromowitz, вмиг ставшая бестселлером.
В 1986 году Риверз была приглашена на канал Fox в качестве хозяйки собственного нового проекта «Позднее звездное шоу Джоан Риверз», став при этом первой женщиной-ведущей вечернего ток-шоу на одном из центральных каналов. Запуск шоу привёл Риверз к конфликту с Джонни Карсоном, в связи с тем, что создавал конкуренцию его проекту «Сегодня вечером». Карсон затаил на Риверз большую обиду, и, вплоть до его смерти в 2005 году, они более не общались. Позже она призналась, что ей возможно бы следовало получить одобрение Карсона, прежде чем соглашаться на участие в шоу. Риверз не появлялась в «Сегодня вечером» до февраля 2014 года, когда уже новый ведущий Джимми Фэллон пригласил её в качестве гостя. После уверенного старта в октябре 1986 года «Позднее звездное шоу Джоан Риверз» постепенно стало проседать в рейтингах, и в мае 1987 году контракт с ней был разорван. В то же время работы над шоу в качестве продюсера лишился и её муж Эдгар Розенберг, который спустя три месяца после того покончил жизнь самоубийством. Риверз обвинила в смерти мужа канал Fox.
В 1989 году Риверз стала ведущей нового проекта — «Шоу Джоан Риверз», выходившее на экраны последующие пять лет и принёсшее ей в 1990 году премию «Эмми» в номинации лучшее ток-шоу.

### Смерть
28 августа 2014 года во время операции на голосовых связках в клинике Йорквилл у Риверз остановилось дыхание. Она была доставлена в реанимацию медицинского центра Маунт-Синай, где скончалась 4 сентября в 13 часов 17 минут, в возрасте 81 года.
Церемония прощания прошла в Нью-Йорке 6 сентября; похоронена Джоан Риверз была на кладбище Форест-Лаун (Калифорния).

## Фильмография
| Год       |    | Русское название              | Оригинальное название            | Роль                |
| --------- | -- | ----------------------------- | -------------------------------- | ------------------- |
| 1968      | ф  | Пловец                        | The Swimmer                      | Джоан               |
| 1973      | с  | Люси здесь                    | Here's Lucy                      | Джоан Рейнолдс      |
| 1973      | ф  | Кроличий тест                 | Rabbit Test                      | вторая медсестра    |
| 1983      | с  | Любовная лодка                | The Love Boat                    | Эллисон Ньюман      |
| 1984      | ф  | Маппеты завоёвывают Манхэттен | The Muppets Take Manhattan       | продавец парфюмерии |
| 1987      | ф  | Лес Пэттерсон спасает мир     | Les Patterson Saves the World    | президент Риверз    |
| 1987      | ф  | Космические яйца              | Spaceballs                       | Дот Матрикс         |
| 1989      | ф  | Уж кто бы говорил             | Look Who's Talking               | Джули               |
| 1990      | с  | 227                           | 227                              | Джоан Риверз        |
| 1990      | тф | Как убить миллионера          | How to Murder a Millionaire      | Ирма                |
| 1992      | тф | Леди-босс                     | Lady Boss                        | Биби Грант          |
| 1994      | ф  | Мамочка — убийца-маньячка     | Serial Mom                       | Джоан Риверз        |
| 1995      | ф  | Наполеон                      | Napoleon                         | мама-пингвин        |
| 1997      | мс | Доктор Кац                    | Dr. Katz, Professional Therapist | Джоан               |
| 1998—1999 | с  | Непредсказуемая Сьюзан        | Suddenly Susan                   | Эдди                |
| 1999      | ф  | Чокнутая                      | Goosed                           | Бланш Силвер        |
| 2000      | ф  | Практикантка                  | The Intern                       | Долли Бэллоуз       |
| 2000      | мф | Приключения слона             | Whispers: An Elephant's Tale     | Спайк               |
| 2004      | мф | Шрек 2                        | Shrek 2                          | Джоан Риверз        |
| 2011      | ф  | Смурфики                      | The Smurfs                       | гостья на вечеринке |
| 2012      | с  | Красотки в Кливленде          | Hot in Cleveland                 | Анка                |
| 2013      | ф  | Железный человек 3            | Iron Man Three                   | Джоан Риверз        |

## Награды
- «Эмми» 1990 — «Лучшее телевизионное шоу»